# 1990 في السعودية
تحتوي هذه المقالة على أهم الأحداث التي شهدتها السعودية في 1990، إضافة إلى أهم الشخصيات السعودية التي وُلدت أو تُوفيت في هذه السنة.

## السياسة

### الحكم
الملك: فهد بن عبد العزيز آل سعود

## أحداث
- تفكك الحزب الاشتراكي السعودي بعد عفو ملكي لقادته.
- إنشاء منارة جدة.
- تأسيس الشركة التعليمية للمدارس الأهلية (مجموعة الرواد )
- تأسيس مؤسسة البصر الخيرية العالمية وهي مؤسسة تطوعية غير حكومية وغير ربحية تعمل في مجال مكافحة العمى في قارتي آسيا و إفريقيا .
- تأسيس شركة الصناعات الزجاجية الوطنية.
- تأسيس شركة الطيران الفاخرة جت الشرق الأوسط .
- انشاء الشبكة السعودية للمدفوعات (مدى) من قبل مؤسسة النقد السعودي للتعامل مع المدفوعات والسحوبات البنكية .
- تأسيس الاتحاد السعودي لألعاب الفروسية يرأسه الأمير عبد الله بن فهد بن عبد الله آل سعود، وتشرف عليه وزارة الرياضة.
- تأسيس الاتحاد السعودي للسهام و هو الجهة الراعية لرياضة السهام في المملكة العربية السعودية، يرأسه بندر السفير، وتشرف عليه وزارة الرياضة،

### يناير
- 2: عيادة العقم والتلقيح الاصطناعي داخل الانبوب بمستشفى الملك فيصل التخصصي يحتفل باتمام حالة الحمل رقم 100 منها 12 حالة لتوأمين و 4 حالات لثلاثة توائم .[1]
- 2: رعى الأمير سلمان بن عبدالعزيز احتفال بمناسبة ذكرى مرور 25 سنة على انطلاقة الثورة الفلسطينية وذلك في قاعة الاحتفالات بجامعة الملك سعود .[2]
- 17: افتتاح مشروع كهرباء وادي الدواسر والسليل والأفلاج .[3]
- 17: كلية علوم الأرض بجامعة الملك عبدالعزيز بجدة تعلن اكتشاف غابة من الأشجار المتحجرة عمرها 270 مليون سنة في منطقة القصيم و تمتد لأكثر من مائة كيلو متر .[4]
- 20: بدايه فعاليات مهرجان جدة الثقافي والفني والترويجي في مدينة جدة بمناسبة إجازة نصف العام الدراسي .[5]

### فبراير
- 1: مصدر مسئول بوزارة الخارجية السعودية يعلن عن تعرض ثلاثة دبلوماسيين سعوديين في بانكوك , تايلاند لاعتداء غادر بعد عودتهم من السفارة مما أدى إلى استشهادهم في الحال وهم عبدالله البصري و فهد الباهلي و أحمد السيف .[6]
- تدهور العلاقات الدبلوماسية مع تايلاند بسبب قضية الماسة الزرقاء [7]
- 7: منظمة المؤتمر الإسلامي تحتفل اليوم بمرور عشرين عاما على انشائها بحضور وزراء خارجية الدول الأعضاء .[8]
- 21: افتتاح دورة الخليج العاشرة لكرة القدم بحضور أمير الكويت في مدينة الكويت .[9]
- 21: انطلاق بطولة المملكة لأوائل الأندية للشباب والدرجة الأولى في الجمباز بمدينة الخبر على صالة نادي القادسية .[10]

### مارس
- 1: الأمير عبدالله بن عبدالعزيز يفتتح المهرجان الوطني السادس للتراث والثقافة بالجنادرية .[11]
- 1: افتتاح المقر الدائم للجمعية السعودية للسكر والغدد الصماء بمدينة الخبر .[11]
- 1: اطلاق مجموعة كبيرة من الحيوانات الفطرية النادرة في البيئة الطبيعية منها المها العربي و 20 فردا من الوضيحي تحت رعاية الهيئة الوطنية لحماية الحياة الفطرية .[12]

### يوليو
- 1: نشر اجصائية عدد الحجاج القادمين من خارج المملكة العربية السعودية لحج عام 1410 هـ إلى 837.236 حاجًا أتى غالبيتهم عن طريق الجو.[13]
- 1: احتفلت الملحقية العسكرية السعودية في المملكة المتحدة وايرلندا بمناسبة تخريج 11 طيارا حربيا من الدورة الخاصة بالتدريب على طائرات التورنادو الاعتراضية ضمن برنامج التعاون الدفاعي القائم بين المملكة وبريطانيا في إطار مشروع اليمامة .[14]
- 2: حادثة تدافع نفق المعيصم 1990 في موسم الحج.
- 17 : اكتشاف حقل زيت جديد جنوب الرياض إثر حفر بئر الهزمية رقم واحد جاء ذلك خلال اعلان من معالي وزير البترول والثروة المعدنية ووزير التخطيط بالنيابة الأستاذ هشام محيي الدين ناظر .[15]
- 17: أجريت في جدة عملية جراحية دقيقة بالأذن الداخلية أعادت حاسة السمع والنطق من جديد لطفلة سعودية تبلغ من العمر 4 سنوات وهي العملية النوعية الأولى في المملكة العربية السعودية و الشرق الأوسط .[16]
- 23: افتتاح المعرض السياحي الثالث للكتاب بمركز المعلومات بحديقة الملك فهد في مدينة الطائف بمشاركة أكثر من 40 دار نشر و 8 آلاف عنوان في شتى المعارف الانسانية .[17]

### أغسطس
- 1: استقبل الملك فهد بن عبدالعزيز في قصر الضيافة بالحمراء بمدينة جدة سمو الشيخ سعد العبدالله الصباح ولي العهد الكويتي و عزت ابراهيم نائب رئيس مجلس قيادة الثورة بالجمهورية العراقية في مساعي محاولة المملكة لجمع الشمل .[18]
- 1: تقوم وزارة الزراعة والمياة بتنفيذ سد وادي بيشة الكبير بمنطقة بيشة حيث بدأ العمل به عام 1407 هـ و يتم انجاز 25% منه حتى سنه 1411 هـ ويتوقع الانتهاء منه أواخر 1412 هـ .[19]
- 2: الإعلان عن إقامة أول معرض لرسوم طلبة مدارس التعليم العام بدول الخليج العربية .[20]
- 2: عملية درع الصحراء لحماية المملكة.
- 3: خادم الحرمين الشريفين الملك فهد بن عبدالعزيز يجري اتصالات مكثفة باشقائه ملوك ورؤساء الدول العربية بدءا بالرئيس العراقي صدام حسين سعيا وراء تهدئة الموقف وعودة الأمور إلى طبيعتها الأخوية بين العراق والكويت .[21]
- 3: القوات العراقية تقوم باحتلال الكويت في حرب الخليج الثانية وانسحاب أمير البلاد الشيخ جابر الأحمد الصباح إلى السعودية.
- 4: أدان المجلس الوزاري لمجلس التعاون لدول الخليج العربية العدوان العراقي على الكويت واعتبرته انتهاكا صارخا على سيادة واستقلال دولة عضو في المجلس والجامعة العربية والأمم المتحدة .[22]
- 4: لقاء الأمير عبدالله بن عبدالعزيز ولي العهد ونائب رئيس مجلس الوزراء ورئيس الحرس الوطني لدولة نائب رئيس مجلس قيادة الثورة العراقي عزت ابراهيم بعد وصوله إلى مطار الملك عبدالعزيز الدولي بجدة .[23]

### سبتمبر
- 17: استئناف العلاقات الدبلوماسية السعودية الروسية [24]

### نوفمبر
- 6: مظاهرات قيادة المرأة.

## وفيات
- حمد اللهيب، ممرض سعودي ورائد تطعيم الجدري في منطقة نجد (و. 1880).
- نورة بنت عبد الله بن عبد العزيز آل سعود، إحدى بنات الملك عبد الله بن عبد العزيز آل سعود.